# Archybak
Archybak é uma banda portuguesa, que aborda vários estilos, do house ao folk através do violino, violoncelo, percussão e samplers.

## Biografia
Em 2004, na cidade de Évora, Frank Bak forma o grupo Archybak, atuando como duo na cena local.
Em 2005 aumentam significativamente o número de actuações dentro e fora do Alentejo. A originalidade das composições e a energia presente em cada apresentação ao vivo chama a atenção de vários empresários e catapulta o projecto para as grandes discotecas a nível nacional.
Em 2006 gravam a primeira maquete de título homónimo com 3 temas. Juntam-se à Companhia de Dança Contemporânea de Évora para uma série de actuações.
Em 2007 actuam no Pavilhão de Portugal, no Parque das Nações, durante a comemoração do 18º aniversário do Grupo K e deslocam-se a Espanha para diversos espectáculos. Susana Santos entra como violoncelista para o grupo que apresenta o primeiro concerto num grande palco em Caldas da Rainha, durante o Festival Dies Artis.
Em finais de 2009 é lançada a remistura do tema Feels Like Heaven (Divided Souls feat Kwame Remy - Ruben Alvarez vs Archybak Remix) através da editora alemã White Lotus Club Records e o grupo realiza uma tournée internacional, actuando em países como Suécia, Alemanha e Egipto.
Em Junho de 2010 lançam o tema "Dancefloor Angel"  (KAOS Records) em conjunto com o dj Pedro Diaz e o cantor Phil G (Filipe Gonçalves, finalista da Operação Triunfo). O respectivo videoclip permanece na MTV Hitlist durante 8 semanas e o grupo chega a ser pré-nomeado para os "MTV Europe Music Awards" na categoria de "Best Portuguese Act".
Em 2011 lançam o tema "Sinfonia 2012" (Goldbrain Records) em mais uma parceria com o dj Pedro Diaz, Unik e o cantor Phil G. O respectivo videoclip permanece 8 semanas consecutivas no "Top 10" da MTV Portugal. Ainda no mesmo ano é lançado o tema "Reach The Stars".
Em 2012 colaboram no rework da música "Still Waiting" de Sina Key e Sergio Delgado, em conjunto com Mark F. e Mike Moonight.
2013 é o ano de lançamento do trabalho "Join The Tribe", com a respectiva tournée internacional.